# Georges Dukson
Georges Dukson, connu sous le nom de Lion noir du XVIIe, né à Port-Gentil en 1923 et mort le 11 novembre 1944 à Paris 17e, est un partisan des Forces françaises de l'intérieur d'origine gabonaise qui s'est illustré par sa bravoure au combat et qui est particulièrement connu pour avoir défilé au côté du Général de Gaulle lors de la libération de Paris. Persona non grata, il est finalement écarté du cortège non sans soulever des questions autour de son personnage. De retour à la vie civile, il commet des exactions, qui mènent à son arrestation. Tentant de s'évader, il est abattu d'une balle et succombe à ses blessures en 1944.

## Éléments biographiques

### Les heures de gloire
Georges Dukson s'était engagé à 17 ans dans l'Armée française sur les conseils de son père instituteur, lui-même vétéran de la Première Guerre mondiale. Promu sergent, il est fait prisonnier en Allemagne lors de la débâcle de 1940. Il parvient à s'évader après trois années de captivité et regagne la France, où il vit de petits larcins dans le quartier des Batignolles.
Il intègre les Forces françaises de l'intérieur lors de la prise de la mairie du 17e arrondissement de Paris, combat héroïquement rue de Rome et boulevard des Batignolles. Sur les photographies et films d'époque, on le voit tantôt escorter fièrement un soldat allemand de la Wehrmacht arrêté par les FFI ou juché au sommet d'un char pris à l'ennemi ou encore soutenu par deux camarades tandis qu'il est blessé par balle au bras,.  
Incapable désormais de se servir d'un fusil, il repart, opiniâtre, armé de bouteilles incendiaires à l'assaut des Allemands. Le combattant « splendide et rugissant » entre dans la légende du Lion noir du XVIIe qui est en train de naître. Paris est enfin libérée. Georges Dukson est promu sous-lieutenant FFI. Perdant un peu pied, tout auréolé d'une gloire qui ne sera qu'éphémère, il fait alors le pari d'intégrer le cortège officiel du 26 août 1944 et de défiler fièrement au côté des Généraux Leclerc, Koenig et de Gaulle.  

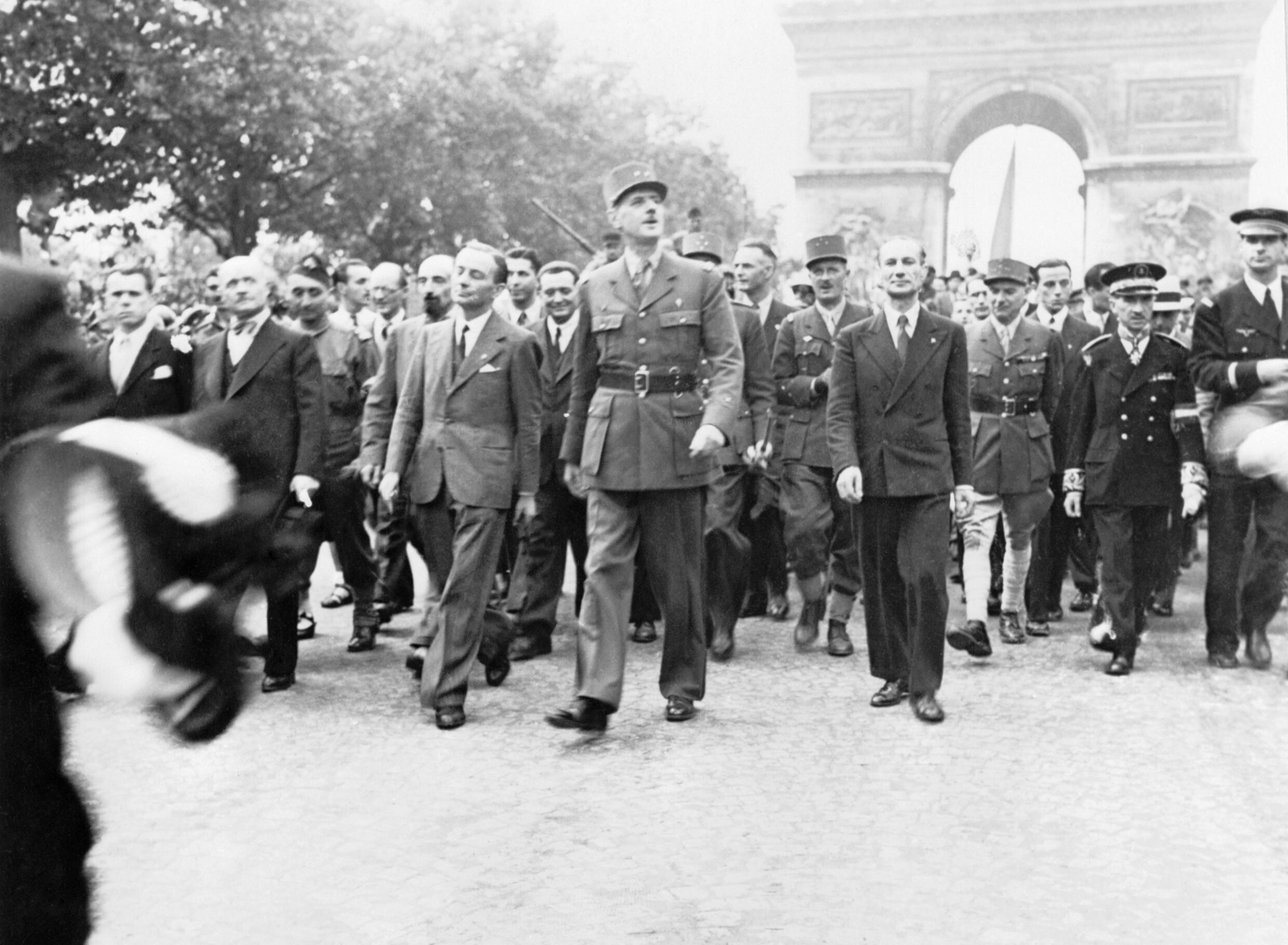
Le défilé du 26 août 1944 à Paris.

Le cortège se prépare à défiler et se rassemble Place de l'Étoile. Le Comité de libération du cinéma français est sur place pour y réaliser un film : La Libération de Paris dont les images feront le tour du monde et qui sera projeté à Paris dès le 29 août. De nombreux cinéastes et photographes amateurs sont également sur place pour saisir et figer ce moment historique. Au travers de ces médias, on peut effectivement y apercevoir la silhouette de Georges Dukson, le bras en écharpe, dès le rassemblement à l'Arc de triomphe parmi les hommes de Leclerc, à proximité du général de Gaulle. Tandis que le cortège s'élance, on le voit à quelques mètres du Général.
Un Saint-Cyrien ouvrant le passage pour le préfet Flouret l'écarte du cortège. Il reparaît sur les images quelques minutes plus tard dans la descente des Champs-Élysées. Cette fois, c'est un sous-officier qui intervient, il lui signifie d'un geste de quitter le cortège. Deux photographies amateurs complètent cette scène, on y voit Georges Dukson esquiver de son bras valide un geste qui reste hors du champ de la prise de vue et une seconde où l'on voit un soldat pointant sa mitraillette en sa direction. Georges Dukson est sorti manu militari du défilé, il ne reparaîtra plus. Selon Sylvie Lindeperg, « le combattant ardent du XVIIe était déjà un indésirable, bientôt un vaincu de l'Histoire ».

### La disgrâce
De retour à la vie civile, Georges Dukson réquisitionne un garage déserté par l'occupant, s'adonne au marché noir et se rend coupable de perquisitions abusives, de vols. L'autorité militaire en est informée et charge les FFI de procéder à son arrestation. Lors de son convoi vers la prison du Mont-Valérien, il profite d'une halte pour tenter de s'évader. Il est abattu d'une balle, qui lui fracasse la cuisse. Il doit être opéré en urgence mais il succombe à sa blessure à l'Hôpital Marmottan. Georges Dukson avait 22 ans.

### Le Lion noir duXVIIe
Le personnage de Georges Dukson intrigue, des journalistes s'intéressent à son histoire, un trublion noir défilant au côté du général de Gaulle lors de son triomphe avait tout pour retenir l'attention des curieux. Le journaliste René Dunan qui l'avait rencontré en parle dès 1945 dans son ouvrage « Ceux » de Paris, août 1944. Son propos n'est pas exempt de connotations raciales liées à un imaginaire colonial lorsqu'il le décrit sous les traits d'un « grand gosse naïf à la peau luisante partant pied et torse nus à l'assaut des chars »
Cette description est pourtant contredite par les films et les photographies d'époque. En 2004, les préparatifs du soixantième anniversaire de la libération de Paris amènent à nouveau à s'interroger sur ce personnage : « qui est cet homme ? que fait-il à cet endroit ? ». Eric Lafon, conservateur du musée de l'Histoire vivante en retrace alors à nouveau l'histoire.
Selon le sociologue, Gary Younge, de l'université de Manchester, s'il était important que ce fut principalement des militaires français qui entrent dans Paris pour la libérer ; pour les Américains ségrégationnistes, en revanche, il était important que ces troupes soit composées exclusivement de soldats blancs. Une réunion se tient d'ailleurs à Alger entre le général de Gaulle et Dwight Eisenhower en décembre 1943 pour en fixer les modalités qui seront coulées dans une note confidentielle émanée du chef d’état-major d’Eisenhower.